# Cristoforo Canal (militare)
Cristoforo Canal (Venezia, 12 settembre 1510 – Corfù, 18 giugno 1562) è stato un ammiraglio italiano.
Distinsosi come sopracomito nel 1538 durante la battaglia di Prevesa, fu autore di una profonda riforma dell'ordinamento della marina da guerra veneziana, che prevedeva l'impiego dei condannati sui banchi delle galere da guerra, approvata dal Senato nel 1545. Nominato Governatore "delle sforzate", ricopri poi gli incarichi di Comandante della squadra dell’Adriatico,  Provveditore alla Milizia da mar, e per due volte di Provveditore all’Armar, massimo grado della marina in tempo di pace. Autore dell'opera in quattro volumi Della Milizia marittima, libri quattro, di Cristoforo Canal gentiluomo veneziano, edito per la prima volta nel 1930 a cura di Mario Nani Mocenigo.

## Biografia
Nacque a Venezia il 12 settembre 1510, figlio di Iacopo e di Giovanna Ariano, all’interno di una famiglia di modeste condizioni economiche. Intraprese la carriera navale nell’Armata da mar sotto la guida dello zio Girolamo, divenuto famoso per aver sconfitto il Moro di Alessandria in una grande battaglia navale notturna. L’11 settembre 1528 entrò a far parte del Maggior Consiglio, e in quegli anni strinse amicizia con Ludovico Dolce e forse anche con Pietro Aretino che nel 1550 gli indirizzò una lettera per raccomandargli di accogliere a bordo della sua nave il medico Andrea Perugino.
Il 25 gennaio 1536 fu nominato sopracomito, e al comando di una galera si distinse nel 1538, quando alla testa della flotta di Vincenzo Capello si spinse, sotto il fuoco delle artiglierie nemiche, nel canale d'accesso al golfo di Arta per attaccare il castello di Prevesa fino a che non ricevette l'ordine di ritirarsi. Ritornato a Venezia propose al Senato di reclutare i rematori della flotta tra i condannati invece che tra gli uomini liberi, sia volontari che arruolati, che fino ad allora avevano tradizionalmente fornito gli equipaggi. Tale proposta fu bocciata per ben tre volte  dal Senato, venendo infine approvata in data 11 marzo 1545.
Risultando nel 1542 ancora fermo al grado di sopracomito, intervenne il Collegio dei Savi nella figura del Savio alle Scritture, perché gli fosse assegnato un comando più alto, riconoscendolo più anziano di altri aspiranti. Il 7 giugno 1545, fu nominato governatore "delle sforzate",  una squadra sperimentale di galere che per alcuni mesi fu costituita dalla sola galera del comandante, in quanto la seconda non andò in mare che nella primavera del 1546. Quando la riforma da lui voluta divenne pienamente operativa nel corso dello stesso anno, alla squadra si aggiunsero altre due navi, e una quinta all’inizio del 1547. I risultati furono talmente buoni che il numero delle galere dei condannati andò gradualmente aumentando finché alla fine del secolo la flotta veneziana sarà costituita tutta da unità di questo tipo, salvo le "capitane".
Lasciò il comando della squadra nel 1548, divenendo provveditore a Marano il 17 febbraio 1549, e capitano del Golfo Adriatico (cioè comandante della squadra dell’Adriatico) il 1 gennaio 1550. Tra il 1553 e il 1554 con le galee della squadra dell’Adriatico assalì quattro fuste di corsari sotto Otranto, ne catturò tre, mentre l'altra, quella che trasportava il capitano nemico, riuscì a fuggire.
Nominato Provveditore all’Armar il 17 gennaio 1555, divenne Provveditore alla Milizia da mar  il 22 ottobre 1558, il 2 dicembre dello stesso anno capitano di un nuovo galeone fatto costruire appositamente dal Senato, e il 15 maggio del 1559 nuovamente Provveditore all’Armar, massimo grado della flotta in tempo di pace.
Lasciato l’incarico a Pandolfo Contarini, nel 1561 catturò il famoso corsaro genovese Filippo Cigala che mandò a Venezia in catene. Nel 1562 si scontrò nei pressi di Cefalonia con due navi pirate affondandole, così come una terza incontrata a Santa Maura, e poi nel corso dello stesso anno si scontrò a Saseno con cinque galere nemiche al comando di Mustafà Turco, un cristiano rinnegato. Nel seguente combattimento catturò quattro navi nemiche liberando gli schiavi incatenati e costrinse il comandante turco a fuggire gravemente ferito. Rimasto a sua volta ferito al piede e a una coscia da due frecce nemiche rientrò a Corfù alla testa della sua squadra, venendo sbarcato per l’aggravarsi delle sue condizioni fisiche. Si spense il 18 giugno 1562, e la sua salma fu tumulata nella cattedrale dell’isola. Essendo sempre rimasto in condizioni economiche disagiate il Senato della Repubblica assegnò 2.000 ducati al figlio Girolamo, avuto dal matrimonio con la signorina Elisabetta Arimondi, spostata nel giugno 1543, e una dote di cento ducati annui alle due figlie finché non si fossero sposate.

### La riforma della flotta
A causa del progressivo esaurirsi delle risorse umane da impiegare come rematori sui banchi delle galee della flotta veneziana, che tradizionalmente venivano tratti dalla Dalmazia e dalle isole greche, fu tentato, senza successo, di arruolare contingenti di contadini dalla terraferma. Non potendosi impiegare gli schiavi ottomani, cosa proibita dal trattato con la Sublime porta del 1540 cui la Repubblica dava ossequiosa osservazione, egli pensò di utilizzare i condannati. Il progetto di riforma fu messo a punto, sotto la sua diretta estensione per la parte tecnica, nel 1542, e una volta ottenuto l’approvazione da parte dei comandi marittimi fu sottoposto all’approvazione del Senato, che avvenne solo tre anni dopo, nel 1545, superando opposizioni di carattere tecnico, morale e religioso. Le sue argomentazioni di carattere tecnico e disciplinare sostenevano la superiorità delle ciurme incatenate su quelle libere, in quanto i problemi di un comandante non sarebbero stati diversi, senza pensare come la condanna al remo non era peggio del carcere o delle mutilazioni, e in qualche caso anche messa al bando. 
Comunque la carica generalizia di comandante delle galee "degli sforzati" fu sempre considerata la minore tra i comandi dell’Armata.

### L’attività di scrittore
Fu  per suo merito che nel 1545 fu pubblicato il trattato di fisionomia intitolato I segni de la natura ne l'huomo scritto da un altro suo amico, Antonio Pellegrini, nella cui redazione egli potrebbe esservi coinvolto. Lo storico Cicogna non esclude che a lui possano essere attribuiti due sonetti, di mediocre qualità, contenuti in una raccolta giolitana di Rime di diversi nobili huomini et eccellenti poeti nella lingua thoscana. 
Ma la sua opera maggiore fu il trattato in quattro volumi Della Milizia marittima libri quattro di Cristoforo Canale gentiluomo veneziano., L’opera fu da lui dedicata a Nicolò Gabriele, ed è trattata in forma di dialogo, i cui interlocutori erano: Vincenzo Cappello capitano di mare, Alessandro Contarini Procuratore di San Marco, Marcantonio Cornaro savio del Consiglio, e Iacopo da Canale zio dell'autore, Bailo a Costantinopoli, e poi consigliere.

## Pubblicazioni
- Della Milizia marittima, libri quattro, di Cristoforo Canal gentiluomo veneziano, trascrizioni e annotazione di Mario Nani Mocenigo, Roma, 1930.

### Annotazioni
1. ↑  Fu battezzato dieci giorni dopo nella Chiesa di San Geremia.
2. ↑  Le prime due in data 16 febbraio 1542, e la terza in data 20 maggio dello stesso anno.
3. ↑  La figura del Savio alle Scritture apparteneva a uno dei cinque Savi di Terraferma e si occupava dell'esercito e della marina;.
4. ↑  Oltre ai soldi il Senato decretò che Girolamo fosse fatto Sopracomito appena raggiunta l’età di venti anni.

### Fonti
1. 1 2 3 4 5 6 7 8 9  Cigogna 1827, p. 17.
2. 1 2 3 4 5 6 7 8 9 10  http://www.treccani.it/enciclopedia/cristoforo-canal_(Dizionario-Biografico)
3. ↑  P. Giustiniani, Storia Veneta Lib. XIII, p. 384, ediz. 1576.
4. ↑  Marsand 1838, p. 327.
5. 1 2 3 4 5 6 7 8 9  Cigogna 1827, p. 18.
6. ↑  Casarini 1838, p. 311.